# يو كوباياشي
يو كوباياشي (小林ゆう كوباياشي يو) هي مؤدية أصوات يابانية ولدت في 5 فبراير 1982 في طوكيو.

## أدوارها في الأنمي

### مسلسلات أنمي تلفزيونية
- المعلم الساحر نيغيما! - ستسنا ساكورازاكي
- نيغيما!؟ - ستسنا ساكورازاكي
- سايونارا زِتسبو سينسيه - كايري كيمورا
- زوكو سايونارا زِتسبو سينسيه - كايري كيمورا
- زان سايونارا زِتسبو سينسيه - كايري كيمورا
- اليوم في صف 5-2 - ريوتا ساتو
- هيغيبيو - هيروشي
- ماريا هوليك - ماريا شيدو
- ماريا هوليك ألايف - ماريا شيدو
- باكوجان - دانما كوسو
- جيغوكو شوجو - ساكي كيرينو
- بوسو رينكين - تشيتوسي تاتياما
- باكانو! - نيس هوليستون
- ساموراي 7 - شينو
- عندما تبكي حشرة الليل - ساتوشي هوجو
- عندما تبكي حشرة الليل:الحل - ساتوشي هوجو
- ساندز أوف ديستراكشن - ريا دراغنيل
- غينتاما - ساروتوبي أيامي
- عندما تبكي النوارس - كانون
- سو را نو وو تو - ريو كازوميا
- دانس إن ذا فامباير باند - ميرين
- هاجيمي نو إيبو New Challenger - ناناكو إيتاغاكي
- هاجيمي نو إيبو Rising - ناناكو إيتاغاكي
- بليتش - شوهيه هيساغي (أيام الطفولة)
- سيكيريه - أكيتسو
- سيكيريه 〜Pure Engagement〜 - أكيتسو
- اختطاف الذئب - هيروشي كوزومي
- أكاديمية أوكالت - تشيهيرو كاواشيما
- أراكاوا أندر ذا بريدج x بريدج - أمازونيس
- كامينوميزو شيرو سيكاي - يو هاتوري
- فراكتال - كلاين
- ليفل E - ميكيهيسا
- فايري تايل - دافني
- حماس كرة القدم - شو أوتا
- هجوم العمالقة - ساشا بلاوس
- هجوم العمالقة: الثانوية - ساشا بلاوس
- ميداكا بوكس - ميري ناتاياما
- ميد ساما! - شيزوكو كاغا
- بلاسريتر - إميل
- سيتوكاي ياكويندومو - ناروكو يوكوشيما
- سيتوكاي ياكويندومو* - ناروكو يوكوشيما
- فوون إيشين دايشوغن - يوريهارا مايكا
- دينكي-غاي - إيرو-هون جي-من
- معرض الفن المزيف - تومومي
- وورلد بريك السيف المقدس - توكيكو كانزاكي
- كلاسروم كرايسس - أنجيلينا/هاناكو هاتوري
- جبهة حاجز الدم - تشين سوميراغي
- جبهة حاجز الدم BEYOND & - تشين سوميراغي
- النمر المقنع W - مس X
- بوبوكي بورانكي - ديانا أرسينييفنا بالاكيريفا
- بوبوكي بورانكي: عمالقة الكوكب - ديانا أرسينييفنا بالاكيريفا
- شوا غينروكو راكوغو شينجو - كوناتسو
- شوا غينروكو راكوغو شينجو: عودة سكيروكو - كوناتسو
- توقفوا عن الإعجاب بي - كاي سيرينوما
- دانغانرونبا 3: نهاية أكاديمية قمة الأمل - ماهيرو كويزومي
- إينازوما إليفن غو - كيرينو رانمارو
- إينازوما إليفن غو كرونوستون - كيرينو رانمارو
- إينازوما إليفن غو جالاكسي - كيرينو رانمارو
- بطولات فارس فاشل - أياسي إياتسوجي

### أوفا أنمي
- المعلم الساحر نيغيما!: الربيع - ستسنا ساكورازاكي
- المعلم الساحر نيغيما!: الصيف - ستسنا ساكورازاكي
- المعلم الساحر نيغيما!: الأجنحة البيضاء ALA ALBA - ستسنا ساكورازاكي
- المعلم الساحر نيغيما!: عالم آخر - ستسنا ساكورازاكي
- غوكو سايونارا زِتسبو سينسيه - كايري كيمورا
- عندما تبكي حشرة الليل:الامتنان - ساتوشي هوجو
- إير جير: الأجنحة السوداء و غابة النوم -Break on the sky- - إميري أداتشي
- هجوم العمالقة: زوار مفاجئون - ساشا بلاوس
- هجوم العمالقة: محنة - ساشا بلاوس

### أفلام أنمي
- أورا: معركة ماريوينكوغا الأخيرة - أودا

## أدوارها في ألعاب الفيديو
- عشيقة (مؤقتة) - ميكوتو كانزاكي
- فاير إمبلم أويكينينغ - لوسينا
- دانغانرونبا 2: غودباي ديسبير - ماهيرو كويزومي

## وصلات خارجية
- يو كوباياشي على موقع IMDb (الإنجليزية)
- يو كوباياشي على موقع ألو سيني (الفرنسية)
- يو كوباياشي على موقع ميوزك برينز (الإنجليزية)
- يو كوباياشي على موقع أول ميوزيك (الإنجليزية)
- يو كوباياشي على موقع ديسكوغز (الإنجليزية)
- يو كوباياشي على موقع قاعدة بيانات الفيلم (الإنجليزية)
- يو كوباياشي على موقع كينوبويسك (الروسية)
- يو كوباياشي على موقع ANN person (الإنجليزية)